# ゴリミー
gori.me（ゴリミー）とは、Apple関連情報やテック系ニュース、ガジェットレビュー等の情報を扱うWebメディアである、株式会社ゴリミーが運営している。

## 概要
gori.meはApple関連情報を中心に、テック系ニュースやガジェットのレビューを取り扱っている。Googleニュース、LINEニュース、Smart News、Gunosy、NewsDigestといったニュースサイトに記事の二次配信を行なっている。
g.O.R.iこと草刈和人が、当時会社員だった2009年にブログとして運営を開始し、Apple関連の情報はココをチェックすればOKと言われるほどの人気メディアになり、2014年に専業メディアとして独立した。広告やアフィリエイトによって収益化している。記事の他に動画による商品レビューも行なっている。